# Mount McClung
Mount McClung ist ein 862 m hoher Berg im westantarktischen Marie-Byrd-Land. Er ragt 3 km südöstlich des Mount González in den Sarnoff Mountains der Ford Ranges auf.
Entdeckt wurde er von Teilnehmern der United States Antarctic Service Expedition (1939–1941). Das Advisory Committee on Antarctic Names benannte ihn 1966 nach Leutnant Herbert C. McClung (* 1938) von der United States Navy, diensthabender Offizier auf der Byrd-Station im Jahr 1965.